# دراری (میزوری)
دراری (به انگلیسی: Drury) یک منطقهٔ مسکونی در ایالات متحده آمریکا است که در شهرستان داگلاس، میزوری واقع شده‌است. دراری ۳۷۰ متر بالاتر از سطح دریا واقع شده‌است.